# Свети Атанасий (Бельово)
Вижте пояснителната страница за други значения на Свети Атанасий.
„Свети Атанасий“ е българска църква в светиврачкото село Бельово, обявена за паметник на културата.

## Архитектура
Църквата е разположена югозападно от селото в живописна местност на един остър хълм, заобиколен от пропаст. Тя е еднокорабна, едноапсидна каменна сграда с размери – 12 m дължина и 8 m ширина. Построена е в 1873 година, най-вероятно на мястото на по-старо светилище. Поради архитектурните ѝ особености се смята, че църквата първоначално е била параклис. Към западната фасада на по-късен етап е построен обширен притвор, а над него е изградена училищна постройка, която по-късно е разрушена. Местните хора считат църквата за манастирска. Според отец Ангел Столинчев, по-рано целият хълм е бил заобиколен с голяма стена, от която през 1963 година са личали развалини.

## Интериор
Възрожденската украса на интериора е цялостно запазена. Добре съхранени са стенописите, покриващи всички стени, оцветеният касетиран таван с изображението „Христос Вседържител“ в централния медальон, иконостасът с иконите. Над страничния вход на храма съществува възпоменателен надпис от 1874 година, от който се разбира, че живописта е дело на зограф Милош Яковлев. Като цяло програмата на стенописите в храма се състои от стандартни композиции и от общоприетите и почитани в православния свят светци. В апсидата е „Света Богородица Ширшая небес“ и под нея са „Великите отци“. В протезиса също традиционно е „Христос в гроба“ и „Умиването на нозете“. По южната и северната стена в горната зона е евангелският цикъл, а в долната – светци войни в цял ръст, архиереи и мъченички. На западната стена е „Страшният съд“. В интерпретирането на сюжетите проличава творческата индивидуалност на автора. Изображенията са раздвижени с топъл колорит, много битови подробности, български надписи и само в общи линии следват общоприетите иконографски схеми. Стилът на работа на Милош Яковлев е специфичен и трудно може да се сравни с работилите по същото време зографи.
Иконостасът е триделен. Иконите на него също са дело на майстор Милош Яковлев. Живописта е запазена добре с някои изключения.
Царските двери са единственият резбован елемент в храма. Изработени са като сложно преплетени лозови и розови клончета, стилизирани цветя, гроздове и птици. Предполага се, че са дело на Йосиф Йосифов от Каракьой, който работи с Яковлев по украсата и на други църкви.
Датираната в два възпоменателни надписа стенна живопис от 1873 и 1874 г., дава основание да се смята, че стенописите в този храм са най-ранното известно произведение на майсторите от зографската фамилия Минови, произхождаща от мияшкото дебърско село Галичник, Западна Македония. Църквата има и интересен иконостас, дело на същия зограф.
Примитивните стенописи на западната фасада, които не са в добро състояние, са дело на самоук народен майстор. Имат поучителен характер и изобразяват сцени от мъченията на грешниците в Ада.